# Гемлик

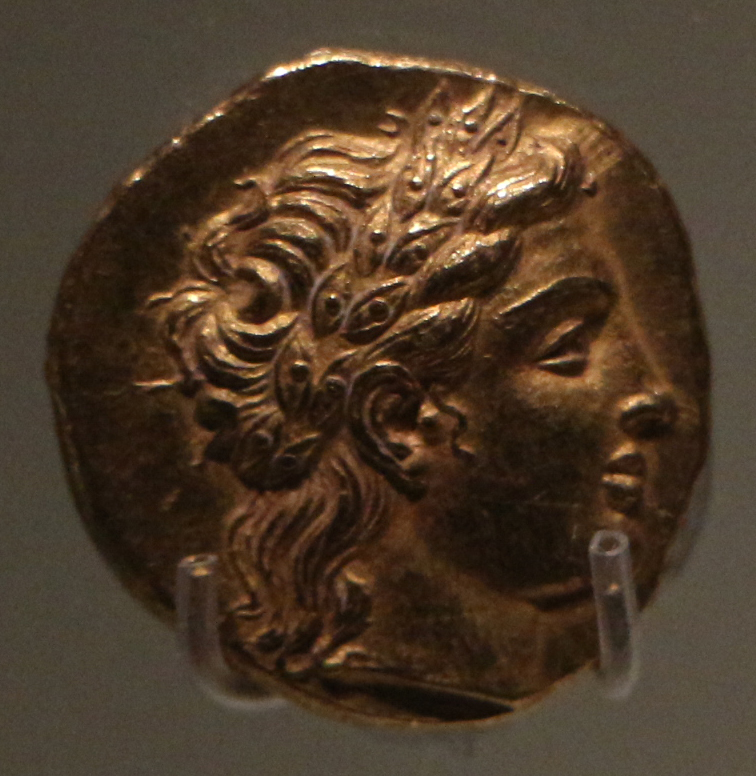
Cius coin

Гемлик (тур. Gemlik) — район провинции Бурса (Турция), часть города Бурса.

## История

### Античная история города
Греками из Милета в 625 г. до н. э. в глубине Гемликского залива Мраморного моря был основан город Киос (др.-греч. Κιος).
С 553 г. до н. э. находился под властью лидийцев, а затем персов. Город был освобожден афинянами в 459 г. до н. э. С 466 г. до н. э. Киос становится членом Делосского союза греческих государств.
Воспользовавшись поражением афинян в Сицилии от спартанцев и их союзников, персы снова овладевают городом в 412 г. до н. э. и правят им до 334 г. до н. э., пока Киос не был завоеван Александром Македонским.
В 330 г. до н. э. чеканится первая золотая монета города.
Междоусобица между наследниками Александра привела к разрушению города царём эллинистической Вифинии Прусием I.
Рим воспользовался греческой междоусобицей и подчинил себе Вифинию, включая Киос, в 74 г. до н. э.

### Римский и Византийский период
При римлянах город сохранил свою автономию и греческий характер. 
После посещения Вифинии апостолом Петром, с 112 г. здесь распространяется христианство. 
Византийский Киос становится резиденцей патриарха и летним местом отдыха Византийских императоров.
В Византийский период город подвергался налетам готов, арабов, крестоносцев, турок-сельджуков.

### Позднее средневековье
С 1300 г. вновь появившиеся турки, под водительством Османа I, совершают налёты на южное побережье Мраморного моря, овладевают Прусой (сегодняшней Бурсой) в 1320 г. и, после двухлетней осады, овладевают Киосом в 1326 г. Город был разрушен, оставшееся в живых греческое население ушло в Аргатонские горы. Через 3 года жителям было разрешено вернуться и поселиться вокруг разрушенного храма Божьей Богоматери. При султане Мураде IV, учитывая зависимость османов от навыков греков (и киосцев в частности) в судостроении, были предоставлены некоторые свободы и право киосцев выбирать своего греческого мэра.

### XIX век
После реформ султана Махмуда II в 1823—1839 и после него положение с религиозными свободами и просвещением греков несколько улучшилось.
Киос снова стал винодельческим центром, как и до мусульманского завоевания, и практически вся торговля перешла в руки греков.
С провозглашением турецкой конституции в 1908 г. христианское население поверило, что наступают лучшие времена. Однако движение младотурок и идеология пантюркизма положили конец этим надеждам.

### XX век
С началом Первой мировой войны турки организовали гонения на христианское население империи.
Киосцы вынуждены были организовать отряды самообороны.
Война закончилась поражением турок, и союзники вступают в Константинополь. Появились первые турецкие партизанские "четы" вокруг Бурсы. При поддержке британского флота четы были изгнаны из Киоса, и греческая армия вступила в город 25 июля 1920 г.
Население встретило их как освободителей.
Между тем, столкновение интересов среди членов Антанты привело к тому, что в конечном итоге в Малой Азии осталась воевать против зарождающейся турецкой республики только греческая армия. Более того, члены Антанты, обеспечив свои экономические интересы, в той или иной мере стали союзниками новой кемалистской Турции. Положение для Греции усугублялось тем, что она не могла, в свою очередь, выйти из войны, оставив без защиты греческое население.
После неудавшегося похода греческой армии на Анкару ситуация кардинально изменилась. С 22 августа 1922 года Киос подвергся атакам турок. В город стеклись тысячи жителей внутренних районов и, вместе с местными жителями, население достигло 30 тыс. С 25 по 28 августа, во избежание резни, под прикрытием 2-х греческих крейсеров население эвакуировалось на 11 грузовых судах. Согласно Лозаннским соглашениям, эвакуированное коренное население не могло вернуться и, вместе с оставшимся в живых греческим населением Малой Азии и Фракии, подлежало вынужденному обмену населением. Так Киос стал Гемликом.

## Известные уроженцы
- Яннис Папаиоанну (1914–1972) – известный греческий композитор, поэт и музыкант музыкального течения ребетико.

## Внешние ссылки
- Hazlitt, Classical Gazetteer, "Cius"
- Kios (Gemlik) - The Greek City in Asia Minor Архивная копия от 10 марта 2007 на Wayback Machine
- Catholic Encuclopedia - Cius Архивная копия от 27 сентября 2020 на Wayback Machine